# Jasminisis zebra
Jasminisis zebra är en korallart som beskrevs av Philip Alderslade 1998. Jasminisis zebra ingår i släktet Jasminisis och familjen Isididae. Inga underarter finns listade i Catalogue of Life.